# Alan Hawkshaw
Alan Hawkshaw (Leeds, 27 maart 1937 – Watford, 16 oktober 2021) was een Brits componist en uitvoerend musicus op het gebied van filmmuziek en muziek voor televisie.
In 1960 was Hawkshaw al lid van een obscure rock-'n-roll band Emile Ford and the Checkmates. Daarna richtte hij de bands The Mohawks en Rumplestiltskin op met wat studiomuzikanten. Gedurende de jaren zeventig speelde hij in The Shadows en musiceerde bij Olivia Newton-John, Jane Birkin en Serge Gainsbourg, maar ook bij Cliff Richard. In de loop der jaren heeft hij veel tunes geschreven voor met name de Britse televisie:
- The Dave Allen Show en Dave Allen at Large;
- Mysterious World, een serie van Arthur C. Clarke;
- Best Endeavours voor het nieuws op Channel 4;
- Grange Hill, een televisieserie (1978-1990)

Tot slot heeft hij in 1979 op nummer 1 in de VS Billboard gestaan met Here Comes That Sound Again.
Hij is de vader van zangeres Kirsty Hawkshaw, die een vocaliste is in de dancescene.
Hij stierf 16 oktober 2021 op 84-jarige leeftijd in het ziekenhuis van Watford aan een longontsteking, nadat hij in juli zijn vierde beroerte had gehad.